# Bulbophyllum erythroglossum
Bulbophyllum erythroglossum é uma espécie de orquídea (família Orchidaceae) pertencente ao gênero Bulbophyllum. Foi descrita por Jean Marie Bosser em 2000.